# Östra Ämterviks församling
Östra Ämterviks församling är en församling i Norra Värmlands kontrakt i Karlstads stift. Församlingen ligger i Sunne kommun i Värmlands län och ingår i Sunne pastorat.

## Administrativ historik
Församlingen har medeltida ursprung under namnet Emterviks församling. 1674 utbröts Västra Ämterviks församling och ursprungsförsamlingen fick då namnet Östra Emtervik.
Församlingen var till 1765 annexförsamling i pastoratet Sund, Emtervik, Fryksände och Lysvik som från 1673 även omfattade Västra Ämterviks församling och från 1751 Gräsmarks församling. Från 1765 till 1 maj 1821 ingick i Frykdals pastorat där församlingarna Sunne, Gräsmark, östra och Västra Ämtervik, Fryksände, Lysvik och Östmark ingick. Från 1 maj 1821 till 1 maj 1882 annexförsamling i pastoratet Sunne, Östra Ämtervik, Västra Ämtervik och Gräsmark för att därefter till 1962 utgöra ett eget pastorat. Från 1962 annexförsamling i pastoratet Sunne, Östra Ämtervik och Västra Ämtervik och där även Gräsmark ingick från 2002.

## Organister
| Period    | Namn                | Levnadstid | Övrigt   |
| --------- | ------------------- | ---------- | -------- |
| 1848-1912 | Nils Olsson Melanoz | 1820-1912  | Organist |

## Kyrkor
- Östra Ämterviks kyrka